# Napier Shaw

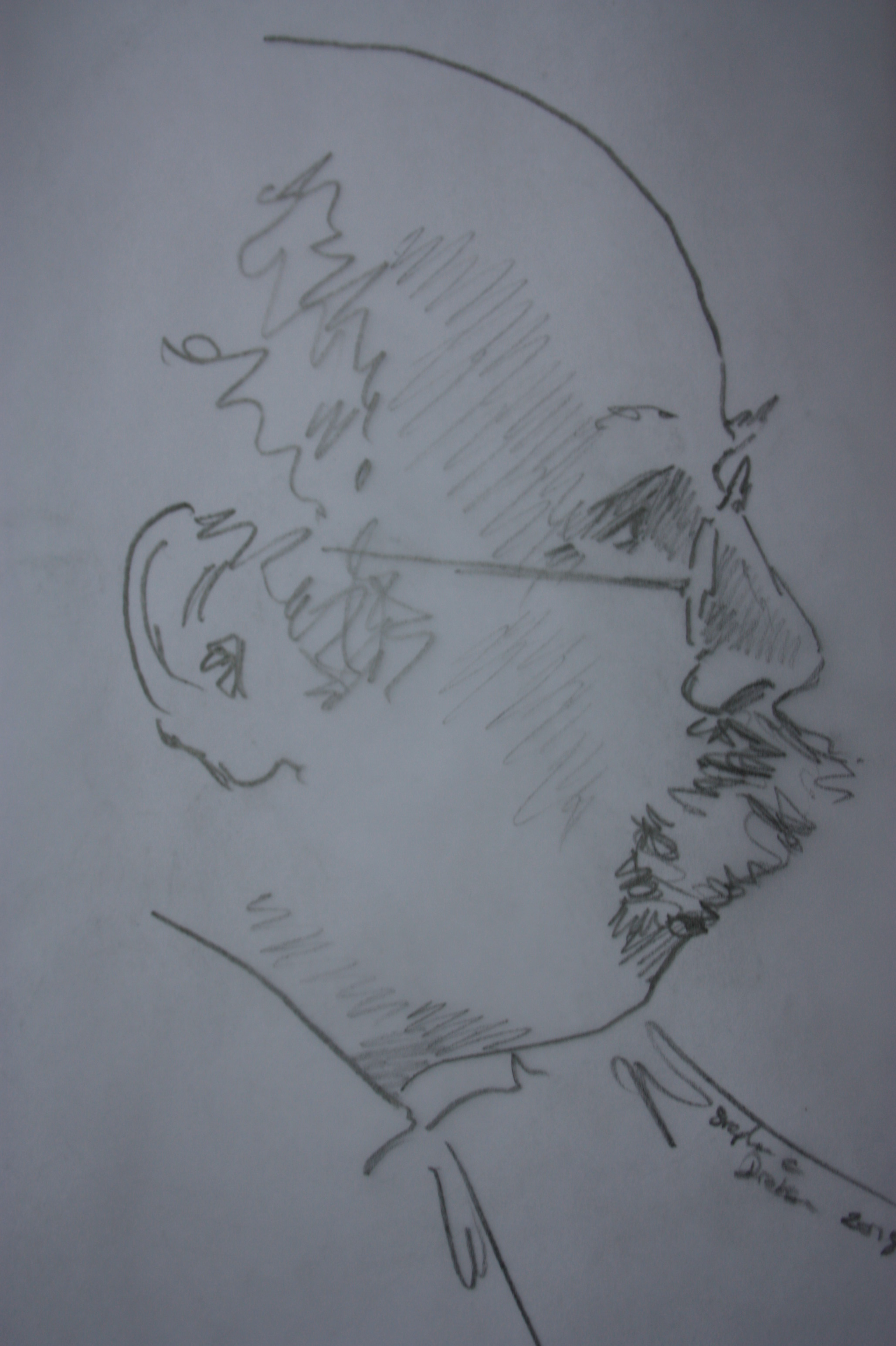
Napier Shaw

William Napier Shaw (* 4. März 1854 in Birmingham; † 23. März 1945 in London) war ein britischer Meteorologe.
Shaw studierte an der Universität Cambridge mit dem Master-Abschluss 1876 und an der Universität Berlin. Ab 1879 war er Demonstrator in Physik am Cavendish Laboratory in Cambridge, hielt aber 1887 Vorlesungen über Experimentalphysik und wurde 1898 Assistant Director des Cavendish Laboratory (Direktor war Joseph John Thomson). 1900 wurde er Sekretär des Meteorological Council und von 1905 bis 1907 war er Direktor des Meteorological Office. Ab 1907 war er (in Teilzeit) erster Professor für Meteorologie am Imperial College London. Als er 1924 in den Ruhestand ging, wurde David Brunt sein Nachfolger.
Shaw führte 1915 das Tephigram ein, ein thermodynamisches Diagramm (Temperatur vs. Entropie), das vor allem von Meteorologen in Großbritannien und Kanada verwendet wurde zur Beurteilung konvektiver Stabilität. In die Messung ging neben der Temperatur der Taupunkt ein. Er war auch einer der Ersten, der Smog wissenschaftlich untersuchte.
1891 wurde er Fellow der Royal Society, deren Royal Medal er 1923 erhielt, 1915 wurde er geadelt. 1918 wurde Shaw in die American Academy of Arts and Sciences gewählt. 1933 wurde er Fellow der Royal Society of Edinburgh. 1906 erhielt er die Guy Medal der Royal Statistical Society, 1910 die Symons Gold Medal der Royal Meteorological Society und 1923 die Buys-Ballot-Medaille. Er war mehrfacher Ehrendoktor (Aberdeen, Edinburgh, Athen, Dublin, Harvard, Manchester), Ehren-Fellow des Emmanuel College in Cambridge und Ehrenmitglied der deutschen und österreichischen meteorologischen Gesellschaften. 1921 erhielt er den portugiesischen Orden Sao Tiago da Espada. Shaw war auswärtiges Mitglied der wissenschaftlichen Akademien in Oslo, Rom und Stockholm.
1911 war er Präsident des International Meteorological Committee, des Vorläufers der World Meteorological Organization, und 1918/19 Präsident der Royal Meteorological Society. 1924 war er eingeladener Sprecher auf dem Internationalen Mathematikerkongress in Toronto (The convective energy of saturated air in a natural environment) und er nahm im selben Jahr am International Congress of Applied Mechanics in Delft teil (Vortrag: The physical structure of the atmosphere regarded from the dynamical point of view).

## Schriften
- mit R. T. Glazebrook: Practical Physics, London: Longmans 1885
- Forecasting Weather, London: Constable 1911, 3. Auflage 1940
- The Air and its Ways, Cambridge UP 1923
- mit John Switzer Owens: The Smog Problem of Great Cities, London: Constable 1925
- Manual of Meteorology, 4 Bände, Cambridge UP 1926, 1928, 1930, 1931
- The Drama of Weather, Cambridge UP 1933, 2. Auflage 1940

Einige Aufsätze:
- Principia atmospherical a study of the circulation of the atmosphere, Proc. Roy. Soc. Edinburgh, A, Band 34, 1914, S. 77
- The march of meteorology. Random recollections,  Quart. J. R. Met. Soc. , Band 60, 1934, S. 101.
- The natural history of weather, Quart. J. R. Met. Soc. , Band 60, 1934, S. 479.

Von ihm stammen Einträge zur Meteorologie (z. B. über Nebel) in der Encyclopedia Britannica von 1911.